# Etničke grupe Antigve i Barbude
Etničke grupe Antigve i Barbude, 86,000 stanovnika (UN Country Population; 2008), 5 naroda.
- Afroantigvanci, 64,000 (ukupno 64,000)
- Angloamerikanci, 9,600
- Antigvanci, 2,400 (ukupno 66,000 u 4 zemlje, najviše u Svetom Kittsi i Nevisu, 48,000)
- Britanci, 2,900
- Indopakistanci, 300

Ostali pojedinci/neizjašnjeni, 7,000